# أنطور أقطع
أنطور أقطع (الاسم العلمي:Anthurium truncatum) هو نوع من النباتات يتبع جنس الأنطور من الفصيلة اللوفية.